# Musée de Troie
Le musée de Troie (turc : Troya Müzesi ou Truva Müzesi) est un musée archéologique situé à proximité du site archéologique de l'ancienne ville de Troie, dans le nord-ouest de la Turquie.
Ouvert en 2018, il expose sur sept sections d'un bâtiment architectural contemporain les artefacts historiques de Troie et des autres villes anciennes voisines.

## Description
Le musée est situé à environ 800 m à l'est du site archéologique de la ville de Troie au village de Tevfikiye, dans la province de Çanakkale, au nord-ouest de la Turquie.   
Le concours de conception du bâtiment du musée a été remporté par l'agence stambouliote Yalın Mimarlık en 2011. Yalın Mimarlık a conçu le bâtiment dans un style architectural simple et contemporain. La construction a commencé en 2013, s'est arrêtée en 2015 et a repris en 2017. 
Le musée a reçu le prix spécial d'appréciation du musée européen de l'année 2020 et le prix spécial de l'Académie européenne des musées,,.